# Amphelarctia priscilla
Amphelarctia priscilla là một loài bướm đêm thuộc phân họ Arctiinae, họ Erebidae.